# Bredal
Bredal is een plaats in de Deense regio Zuid-Denemarken, gemeente Vejle. De plaats telt 576 inwoners (2008). Het dorp maakt deel uit van de parochie Engum.